# Dale Weise
Dale Weise (5 augustus 1988) is een Canadees professioneel ijshockeyspeler. Sinds 2019 speelt hij wederom voor de Montréal Canadiens in de National Hockey League (NHL), waar hij eerder reeds van 2014 tot 2016 voor speelde. Hij heeft zijn NHL debuut gemaakt voor de New York Rangers in 2008.
Vanwege de Lock-out tijdens het NHL seizoen 2012-2013 speelde hij tijdelijk voor de Tilburg Trappers. Samen met de Tilburg Trappers wist hij de finale van het bekertoernooi te halen. Vanwege het einde van de lock-out precies een week voorafgaande aan de bekerfinale kon hij deze wedstrijd tegen de Eindhoven Kemphanen niet meer bijwonen.

## Prijzen
- Hartford Wolf Pack's Man of the Year Award – 2008–09
- AHL Player of the Week – Januari 3–10, 2010

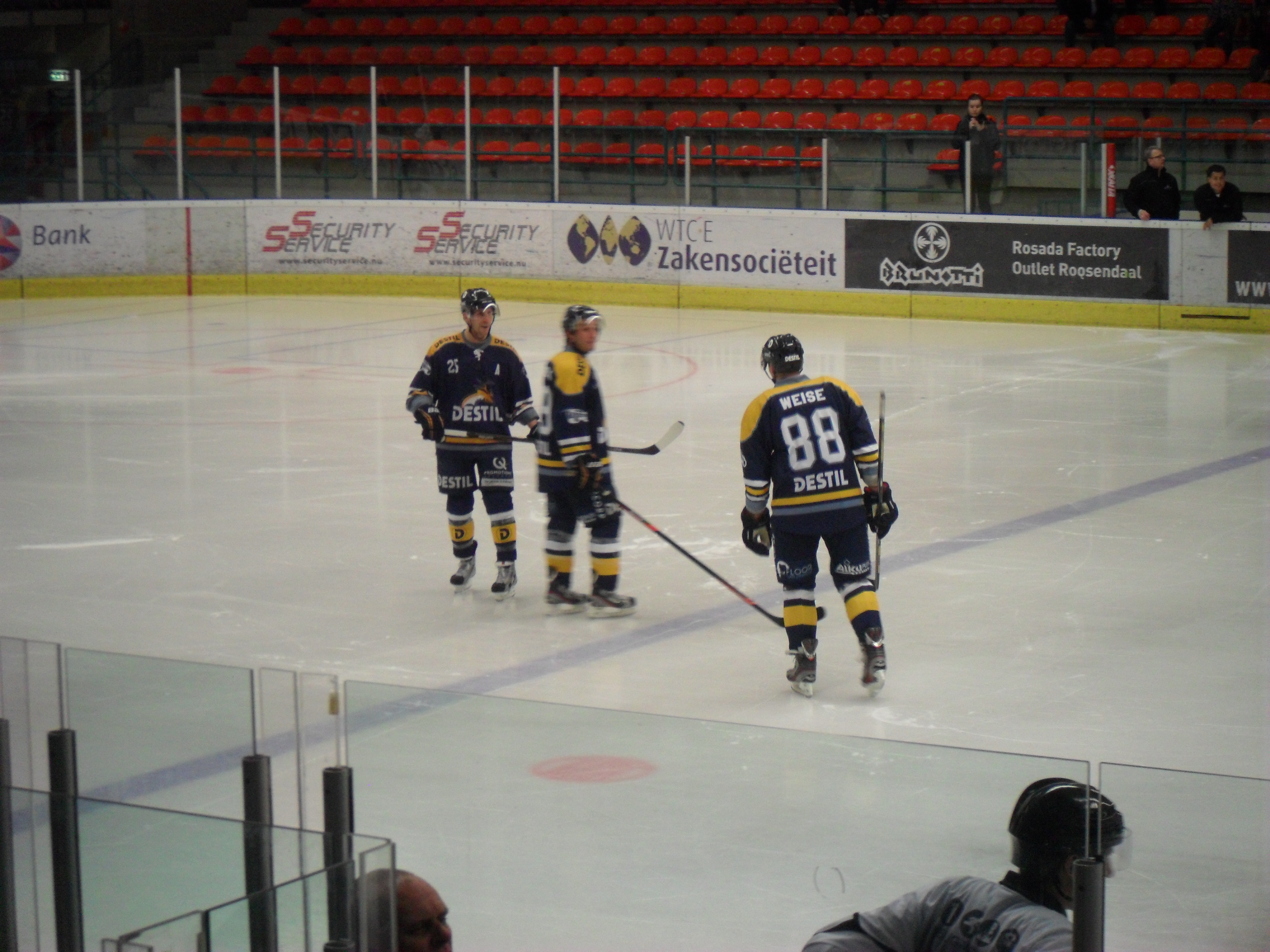
Dale Weise (rechts) in het shirt van de Tilburg Trappers